# 円分体
円分体 (えんぶんたい、英: cyclotomic field) は、有理数体に、1 の {\displaystyle m(>2)} 乗根 {\displaystyle \textstyle \zeta (\neq \pm 1)} を添加した代数体である。円分体およびその部分体のことを円体ともいう。
以下において、特に断らない限り、{\displaystyle \zeta _{n}=e^{2\pi i/n}} とする。

## 性質
- 3 以上の整数 m に対して、円分体 {\displaystyle \textstyle \mathbb {Q} (\zeta _{m})} の拡大次数 {\displaystyle \textstyle [\mathbb {Q} (\zeta _{m}):\mathbb {Q} ]} は、{\displaystyle \textstyle \varphi (m)} である。但し、{\displaystyle \textstyle \varphi (n)} はオイラー関数である。
- 任意の円分体は、ガロア拡大体であり、ガロア群は、アーベル群である。
- 3 以上の整数 m に対して、{\displaystyle \textstyle m=p_{1}^{e_{1}}\cdots p_{r}^{e_{r}}} ({\displaystyle \textstyle p_{1},\ldots ,\ p_{r}} は、相異なる素数、{\displaystyle \textstyle e_{1},\ldots ,e_{r}\geqq 1)} と素因数分解すると、

{\displaystyle \mathbb {Q} (\zeta _{m})} は、{\displaystyle \mathbb {Q} (\zeta _{p_{1}^{e_{1}}}),\ldots ,\ \mathbb {Q} (\zeta _{p_{r}^{e_{r}}})} の合成体であり、
{\displaystyle \operatorname {Gal} (\mathbb {Q} (\zeta _{m})/\mathbb {Q} )\cong (\mathbb {Z} /m\mathbb {Z} )^{\times }\cong (\mathbb {Z} /p_{1}^{e_{1}}\mathbb {Z} )^{\times }\times \cdots \times (\mathbb {Z} /p_{r}^{e_{r}}\mathbb {Z} )^{\times }}
が成立する。また、円分体 {\displaystyle \textstyle \mathbb {Q} (\zeta _{m})} で分岐する有理素数は、{\displaystyle \textstyle p_{1},\ldots ,\ p_{r}} に限る。
- {\displaystyle \textstyle \mathbb {Q} (\zeta _{m})\cap \mathbb {R} =\mathbb {Q} (\zeta _{m}+1/\zeta _{m})} である。この{\displaystyle \textstyle \mathbb {Q} (\zeta _{m}+1/\zeta _{m})} を、最大実部分体または実円分体という。
- 一意分解整域となる円分体 {\displaystyle \textstyle \mathbb {Q} (\zeta _{m})} {\displaystyle \textstyle (m\not \equiv 2{\pmod {4}}})[注釈 2]は、m が 3, 4, 5, 7, 8, 9, 11, 12, 13, 15, 16, 17, 19, 20, 21, 24, 25, 27, 28, 32, 33, 35, 36, 40, 44, 45, 48, 60, 84 の場合だけである。
  - 特に、23 以上の素数 p に対しては、円分体 {\displaystyle \textstyle \mathbb {Q} (\zeta _{p})} は一意分解整域でない。
- 類数が 2 である円分体 {\displaystyle \textstyle \mathbb {Q} (\zeta _{m})} {\displaystyle \textstyle (m\not \equiv 2{\pmod {4}}}) は、m = 39, 56 だけである。
- 円分体 {\displaystyle \textstyle \mathbb {Q} (\zeta _{m})} に含まれる代数的整数の集合は、{\displaystyle \textstyle \mathbb {Z} [\zeta _{m}]} である。

## 円分体の判別式
m を 3 以上の整数として、円分体を {\displaystyle \textstyle K=\mathbb {Q} (\zeta _{m})} とする。
(1) m が素数のとき
K の判別式は、{\displaystyle (-1)^{(m-1)/2}m^{m-2}} である。
(2) {\displaystyle m=p^{h}} (p は素数、h は 2 以上の整数)のとき
K の判別式は、{\displaystyle \textstyle \varepsilon p^{p^{h-1}(h(p-1)-1)}} である。但し、
{\displaystyle \varepsilon ={\begin{cases}-1&(p=h=2,{\mbox{ or }}p\equiv 3{\pmod {4}}),\\+1&(p=2,\,h\geqq 3,{\mbox{ or }}p\equiv 1{\pmod {4}}).\end{cases}}}
(3) {\displaystyle \textstyle m=p_{1}^{e_{1}}\cdots p_{r}^{e_{r}}} ({\displaystyle \textstyle r\geqq 2,\ p_{1},\ldots ,\ p_{r}} は相異なる素数、{\displaystyle \textstyle e_{1},\ldots ,e_{r}\geqq 1)} であるときには
円分体 {\displaystyle \textstyle \mathbb {Q} (\zeta _{p_{i}^{e_{i}}})} の判別式を {\displaystyle D_{i}} とすると、
K の判別式は、
{\displaystyle \prod _{i=1}^{r}D_{i}^{\varphi (m)/\varphi (p_{i}^{e_{i}})}}
である。

## アーベル拡大体の埋め込み
クロネッカー＝ウェーバーの定理 (Kronecker-Weber's theorem)
K が有理数体上のアーベル拡大体のとき、ある整数 {\displaystyle \textstyle m\geqq 3} が存在して、
{\displaystyle K\subset \mathbb {Q} (\zeta _{m})} となる。
例えば、二次体はアーベル拡大体であるので、クロネッカー＝ウェーバーの定理より、ある円分体の部分体になる。
クロネッカー＝ウェーバーの定理は、基礎体が有理数体であるときを考えているが、基礎体を虚二次体にしたときも、同様なことが成立するかを問うたのが、クロネッカーの青春の夢である。

## 円分体と初等整数論

### フェルマーの最終定理
素数 p に対して、
{\displaystyle x^{p}+y^{p}=z^{p}}
の左辺を、{\displaystyle \textstyle \mathbb {Q} (\zeta _{p})} 上で分解すると、
{\displaystyle (x+y)(x+\zeta _{p}y)\cdots (x+\zeta _{p}^{p-1}y)=z^{p}}
となる。
ラメ (G. Lamé)、コーシー (A. Cauchy)らは、上記左辺を考察し、フェルマーの最終定理が成立することを証明したと発表した。しかし、クンマー (E. E. Kummer)は、彼らの証明は、左辺の分解が一意的であることが前提になっており、{\displaystyle p=23} のとき、それが成立しないことを示した。
そのため、{\displaystyle p=23} (円分体の性質にある様に、23 以上の全ての素数) の場合、別の方法をとる必要がある。
クンマーは、素元の分解が一意でなくとも、ある性質をもつ素数である場合、彼らの証明のアイデアを生かしながら、フェルマーの最終定理が成立することを証明した。
クンマーにより考察された素数は、以下の性質を持ち、正則素数と呼ばれる。
- 素数 p は、円分体 {\displaystyle \textstyle \mathbb {Q} (\zeta _{p})} の類数を割り切らない。

正則素数に対しては、以下の補題が成立し、クンマーは、この補題を用いて、ベキが正則素数の場合のフェルマーの最終定理を証明した。
クンマーの補題
素数 p が正則素数であれば、円分体 {\displaystyle \textstyle \mathbb {Q} (\zeta _{p})} の単数 ε を、{\displaystyle \textstyle \varepsilon \equiv a\ (\operatorname {mod} \ (1-\zeta _{p})^{p})} となる有理整数 a が存在するようにとると、 {\displaystyle \textstyle \mathbb {Q} (\zeta _{p})} の単数 {\displaystyle \textstyle \varepsilon _{0}} が存在して、{\displaystyle \textstyle \varepsilon =\varepsilon _{0}^{p}} と表される。
正則素数についての詳細は、正則素数 を、フェルマーの最終定理については、フェルマーの最終定理を参照のこと。

### 平方剰余の相互法則
ガウス (C. F. Gauss)は、今日、ガウス和と呼ばれる1のベキ根の指数和を考察することにより、平方剰余の相互法則、第1補充法則、第2補充法則を示した。さらに、{\displaystyle \textstyle \mathbb {Q} (\zeta _{3}),\ \textstyle \mathbb {Q} (\zeta _{4})} 上のガウス和を考察することで、3次、4次剰余の相互法則を得ることができる。クンマーは、円分体に対する深い考察により、高次のベキの剰余に関する相互法則を与えた。
高次ベキの剰余の相互法則は、その後、フルトヴェングラー (P. Furtwängler)により全ての素数に対して与えられ、さらに、類体論の結果を用いて、高木、アルティン (E. Artin)、ハッセ (H. Hasse)らにより、より一般の形での相互法則が得られた。

## 円分体の類数

### 円分体の類数の性質
以下において、p を奇素数とする。
円分体 {\displaystyle \textstyle \mathbb {Q} (\zeta _{m})} の類数を {\displaystyle h(m)}、最大実部分体 {\displaystyle \textstyle \mathbb {Q} (\zeta _{m}+1/\zeta _{m})} の類数を {\displaystyle h_{2}(m)} とすると、
{\displaystyle h(m)=h_{1}(m)h_{2}(m)} ({\displaystyle h_{1}(m)} は有理整数)と表すことができる。
このとき、{\displaystyle h_{1}(m)} を第1因子または相対類数、{\displaystyle h_{2}(m)} を第2因子または実類数という。
第1因子については、以下の様な性質がある。
- 素数 p に対して、p が {\displaystyle h(p)} を割り切る必要十分条件は、p が第1因子を割り切ることである。

つまり、第1因子が p で割り切れないならば、p は正則素数である。
この性質により、第1因子はフェルマーの最終定理との関連で多くの研究がなされている。
- 素数 p に対して、p が第1因子を割り切る必要十分条件は、{\displaystyle p^{2}} が、{\displaystyle \textstyle \sum _{j=1}^{p-1}j^{2k}} を割り切る様な整数 k {\displaystyle \textstyle (1\leqq k\leqq (p-3)/2)} が存在することである。
- {\displaystyle h_{1}(p)} が奇数であるならば、{\displaystyle h_{2}(p)} は奇数である。

クンマーは、第1因子の増大度に対して、{\displaystyle \textstyle \lim _{p\to \infty }h_{1}(p)/\gamma (p)=1} と予想した。
但し、{\displaystyle \textstyle \gamma (p)=p^{(p+3)/4}/(2^{(p-3)/2}\pi ^{(p-1)/2})} 。
この予想が成立するかは不明であるが、例えば、以下のことが知られている。
{\displaystyle \lim _{p\to \infty }{\frac {\log(h_{1}(p)/\gamma (p))}{\log p}}=0} 。
第2因子に対しては、以下の様な性質がある。第1因子よりも取り扱いが難しいため、第2因子の性質はあまり分かっていない。
- q を素数とし、{\displaystyle n>1} とする。{\displaystyle p=(2qm)^{2}+1} が素数であるならば、{\displaystyle h_{2}(p)>2} である。

ヴァンディヴァー (H. S. Vandiver)は、p は {\displaystyle h_{2}(p)} を割り切らないと予想した(ヴァンディヴァー予想)。現在でも、この予想が正しいかは不明である。

### 円分体の類数公式
円分体の類数を求めるには、{\displaystyle h(m)=h_{1}(m)h_{2}(m)} より、第1因子と第2因子を求めればよい。
- 第1因子
  - {\displaystyle h_{1}(m)={\frac {\delta }{(2m)^{{\frac {1}{2}}\varphi (m)-1}}}\prod _{\chi \in S}\sum _{n=1}^{m-1}\chi (n)n} 。

ここで、
{\displaystyle \delta ={\begin{cases}1&(m\not \equiv 0{\pmod {4}}),\\{\frac {1}{2}}&(m\equiv 0{\pmod {4}}),\end{cases}}}
S は、{\displaystyle \chi (-1)=-1} を満たす、法 m に関する指標の集合とする。
特に、m が素数 p の場合、以下の形で表される。
- {\displaystyle h_{1}(p)={\frac {1}{(2p)^{(p-3)/2}}}\left|\prod _{\chi \in S}\sum _{k=1}^{p-1}\chi (k)k\right|} 。

m が素数のとき、以下の様な式がある。
- {\displaystyle h_{1}(p)={\frac {1}{(2p)^{(p-3)/2}}}|G(\eta )G(\eta ^{2})\cdots G(\eta ^{p-2})|}

ここで、η は、1 の原始 {\displaystyle p-1} 乗根とし、{\displaystyle \textstyle G(X)=\sum _{j=0}^{p-2}g_{j}X^{j}} 。
但し、g を、法 p に対する原始根としたとき、{\displaystyle \textstyle j=0,1,\ldots ,p-2} に対して、{\displaystyle \textstyle 1\leqq g_{j}\leqq p-1} は、{\displaystyle \textstyle g^{j}\equiv g_{j}\ (\operatorname {mod} \ p)} を満たす正整数とする。
- p の倍数ではない整数 r に対して、{\displaystyle \textstyle 1\leqq R(r)\leqq p-1} を、{\displaystyle \textstyle r\equiv R(r)\ (\operatorname {mod} \ p)} を満たすようにとる。

また、{\displaystyle \textstyle 1\leqq r'\leqq p-1} を、{\displaystyle \textstyle rr'\equiv 1\ (\operatorname {mod} \ p)} を満たすようにとる。
{\displaystyle M_{p}=(R(rs'))_{r,s=1,2,\ldots ,(p-1)/2}} とおくと、
{\displaystyle h_{1}(p)={\frac {1}{p^{(p-3)/2}}}|\det M_{p}|} である。
- 第2因子
  - {\displaystyle h_{2}(m)={\frac {2^{{\frac {1}{2}}\varphi (m)-1}}{R}}\prod _{\chi \in T}\sum _{n=1}^{[{\frac {m-1}{2}}]}\chi (n)\log |1-\zeta _{m}^{n}|} 。

ここで、R は、{\displaystyle \textstyle \mathbb {Q} (\zeta _{m})} の単数基準、T は、{\displaystyle \chi (-1)=1} を満たす、法 m に関する指標のうち、単位指標ではない指標の集合とする。
特に、m が素数 p の場合、以下の形で表される。
- {\displaystyle h_{2}(p)={\frac {2^{(p-3)/2}}{R}}\prod _{k=1}^{(p-3)/2}\left|\sum _{j=0}^{(p-3)/2}\eta ^{2k^{j}}\log |1-\zeta _{p}^{g^{j}}|\right|} 。

ここで、η は、1 の原始 {\displaystyle p-1} 乗根、g は、法 p に対する原始根とする。
m が素数のとき、以下の様な式がある。
- {\displaystyle \textstyle k=2,3,\ldots ,(p-1)/2} に対して、{\displaystyle \delta _{k}={\sqrt {\textstyle {\frac {(1-\zeta _{p}^{k})(1-\zeta _{p}^{-k})}{(1-\zeta )(1-\zeta ^{-1})}}}}}  とおく。

g を法 p に関する原始根とし、{\displaystyle \delta =\delta _{g}} とおく。
また、σ を、{\displaystyle \textstyle \sigma (\zeta _{p})=\zeta _{p}^{g}} を満たす、{\displaystyle \textstyle \operatorname {Gal} (\mathbb {Q} (\zeta _{p})/\mathbb {Q} )} の生成元とする。
{\displaystyle M=(\log \sigma ^{i+j}(\delta ))_{i,j=0,1,\ldots ,(p-5)/2}}
とおくと、
{\displaystyle h_{2}(p)={\frac {2^{(p-3)/2}}{R}}|\det M|} 。
但し、R は、{\displaystyle \textstyle \mathbb {Q} (\zeta _{p})}の単数基準とする。